# Limax canapicianus
Limax canapicianus ist eine Nacktschnecken-Art aus der Familie der Schnegel (Limacidae), die zur Unterordnung der Landlungenschnecken (Stylommatophora) gehört. Die Art ist endemisch in den Grajischen Alpen im Piemont (Italien).

## Merkmale
Limax canapicianus wird ausgestreckt bis 14 cm lang. Der Körper ist hell-kastanienbraun mit rundlichen, schwarzen Flecken. Der Mantelschild ist am hinteren Ende zugespitzt. Das Atemloch sitzt etwa in der Mitte des Mantelschildes. Der Kiel ist kurz und etwas heller braun. Die Fußsohle ist einheitlich weiß, der Saum der Sohle ist mit schwarzen Punkten besetzt. Die schwarzen Punkte können auch fast fehlen oder auf Mantelschild und Seiten beschränkt sein (var. ocellatus). Die Fühler sind etwas dunkler als Mantel und Körper.

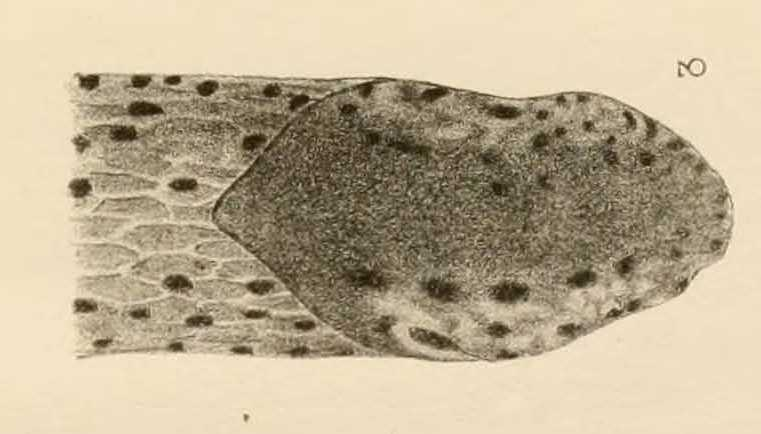
Limax canapicianus var. ocellatus (aus Pollonera, 1888: Taf.3, Fig.2)

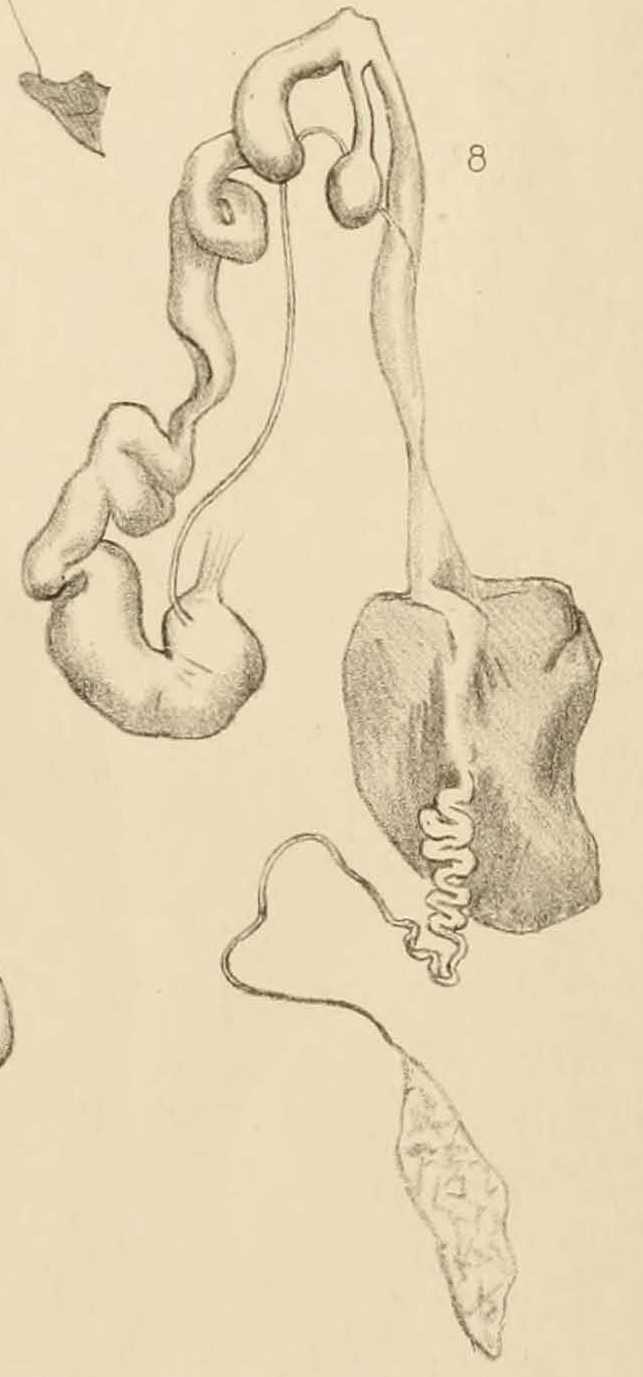
Genitaltrakt (aus Pollonera, 1888: Taf.3, Fig.8)

Im Genitalapparat ist die Zwitterdrüse vergleichsweise klein und lanzettförmig. Der Zwittergang (Ductus hermaphroditicus) ist dünn, zunächst gerade verlaufend, dann stark spiralisiert. Der Eisamenleiter verläuft annähernd gerade und besitzt große drüsigen Anhänge (Albumindrüse und Prostata). Der Penis hat etwa drei Viertel der Körperlänge und ist stark gewunden. Der apikale Teil ist leicht abgeschnürt und deutlich verdickt; er endet halbkugelig. Der Samenleiter ist dünn, nicht spiralisiert und wenig gewunden. Er mündet etwas vor dem Penisende in den Penis. Direkt am Apex setzt der Penisretraktormuskel an, also deutlich von der Mündung des Samenleiters in den Penis. Bezogen auf die Länge des etwas abgeschnürten und verdickten Teils des Penisende mündet der Samenleiter dicht am halbkugeligen Ende.

### Ähnliche Arten
Limax canapicianus ähnelt äußerlich dem Tigerschnegel (Limax maximus). Im Gegensatz zu diesem ist der hintere Teil des Mantelschildes gespitzt. Im Genitalapparat ist das verdickte, leicht abgesetzte Endstück des Penis ebenfalls vorhanden, aber der Penisretraktor setzt direkt am Apex an; bei L. maximus setzt er seitlich und deutlich vor dem Penisende an. Der Samenleiter mündet deutlich vor dem Penisende, bei L. maximus auf gleicher Höhe wie der Penisretraktor. Bei letzterer Art sitzen Mündung des Samenleiters und der Ansatz des Penisretraktors etwa in der Mitte des verdickten und leicht abgesetzten Endstück des Penis. Die wenigen Beobachtungen zur Kopulation zeigen aber mehr Übereinstimmungen mit dem Schwarzen Schnegel (L. cinereoniger). Die Anheftung der beiden Partner an eine geeignete Unterlage erfolgt nicht über einen Schleimfaden (wie bei L. maximus), sondern durch die Schwanzspitzen (wie bei L. cinereoniger). Das von Claudio Pulcher aufgenommene Foto dürfte wohl der "Tannenzapfenform" beim Schwarzen Schnegel entsprechen.

## Geographische Verbreitung und Lebensraum
Das Areal von Limax canapicianus ist auf ein kleines Gebiet in den Graischen Alpen (Piemont, Italien) beschränkt. Die Art kommt dort in Laubwäldern vor.

## Lebensweise
Über die Lebensweise der Art ist sehr wenig bekannt. Zum Kopulationsverhalten ist folgendes bekannt. Die beiden Partner sind mit dem Hinterkörper an eine Wand (oder Mauer) angeheftet. Die Körper sind eng miteinander verschlungen, die Köpfe hängen nach unten und sind unter die Mantelschilde zurückgezogen. Die Penes sind eng verschlungen und sind ausgestülpt etwa 10 cm lang. Die Penisbasen stehen sehr dicht nebeneinander. Der obere Teil ist weißlich gefärbt, der untere kürzere Teil durch die Hämolymphe bläulich. In der durch das Foto dokumentierten Phase ist das Endteil der verschlungenen Penes etwas verdickt, die Peniskämme sind angelegt.

## Taxonomie
Die Art wurde von Carlo Pollonera 1885 erstmals beschrieben. Das Typmaterial stammte vom Monte Soglio bei Forno Canavese nahe Rivara (Provinz Turin, Piemont, Italien). 1888 beschrieb er die Art erneut und stellte zusätzlich noch die Varietät Limax canapicianus var. ocellatus n.var. auf. Die Varietät besitzt weniger Punkte auf dem Mantelschild und an der Fußsohle, außerdem fehlen die Punkte auf dem Rücken. Seitlich sind die Punkte in zwei Reihen angeordnet. Die Varietät kommt am Locus typicus zusammen mit der typischen Form vor. Das Taxon wird heute als bona species betrachtet.

## Belege

### Online
- AnimalBase - Limax canapicianus